# Der Kammersänger (1920)
Der Kammersänger ist ein deutsches Stummfilmmelodram aus dem Jahre 1920 von Willy Zeyn senior mit Hanni Weisse und Ernst Dernburg in der Titelrolle. 

## Handlung
Lyonel Jönssen ist ein gefeierte Opernsänger. Als er eines Tages das kleine Ladenmädchen Anna Förster kennenlernt, sieht er in ihr ein großes Talent und lässt sie zur Gesangsinterpretin ausbilden. Bald heiraten die beiden. Doch Anna zahlt es ihrem Gatten, dem titelgebenden Kammersänger, schlecht heim und betrügt ihn mit verschiedenen Männern aus beider Umfeld. Als er durch ihre Schuld schließlich auch noch sein wichtigstes Kapital, seine Stimme, verliert, rächt er sich grausam, indem er Anna auf offener Szene während einer Aufführung der Oper Der Bajazzo umbringt.

## Produktionsnotizen
Der Kammersänger entstand im Maxim-Film-Atelier in der Blücherstraße 32 und passierte die Zensur am 17. Juli 1920. Bereits am Tag davor fand die Uraufführung statt. Der Vierakter mit einer Länge von 1364 Metern Länge erhielt Jugendverbot. 

## Kritik
Paimann’s Filmlisten resümierte: „Stoff und Szenerie sehr gut, Spiel und Photographie ausgezeichnet.“